# Grande muraille de la période Jin
La Grande muraille de la période Jin (金代长城 / 金代長城, jīndài chángchéng, 金朝长城, 金长城) ou bien frontière-douve Jin (金界壕, jīn jiè háo) est une muraille-frontière construite pendant la Dynastie Jin (1115-1234),  qui mesure environ 1930 Km, située dans l'actuelle République populaire de Chine. Environ 140 Km, sont situés sur le territoire de l'actuelle ville-district de Zhalantun (à Hulunbuir), en Mongolie-Intérieure.
Il s'agit en fait d'un ensemble de muraille et de douve.

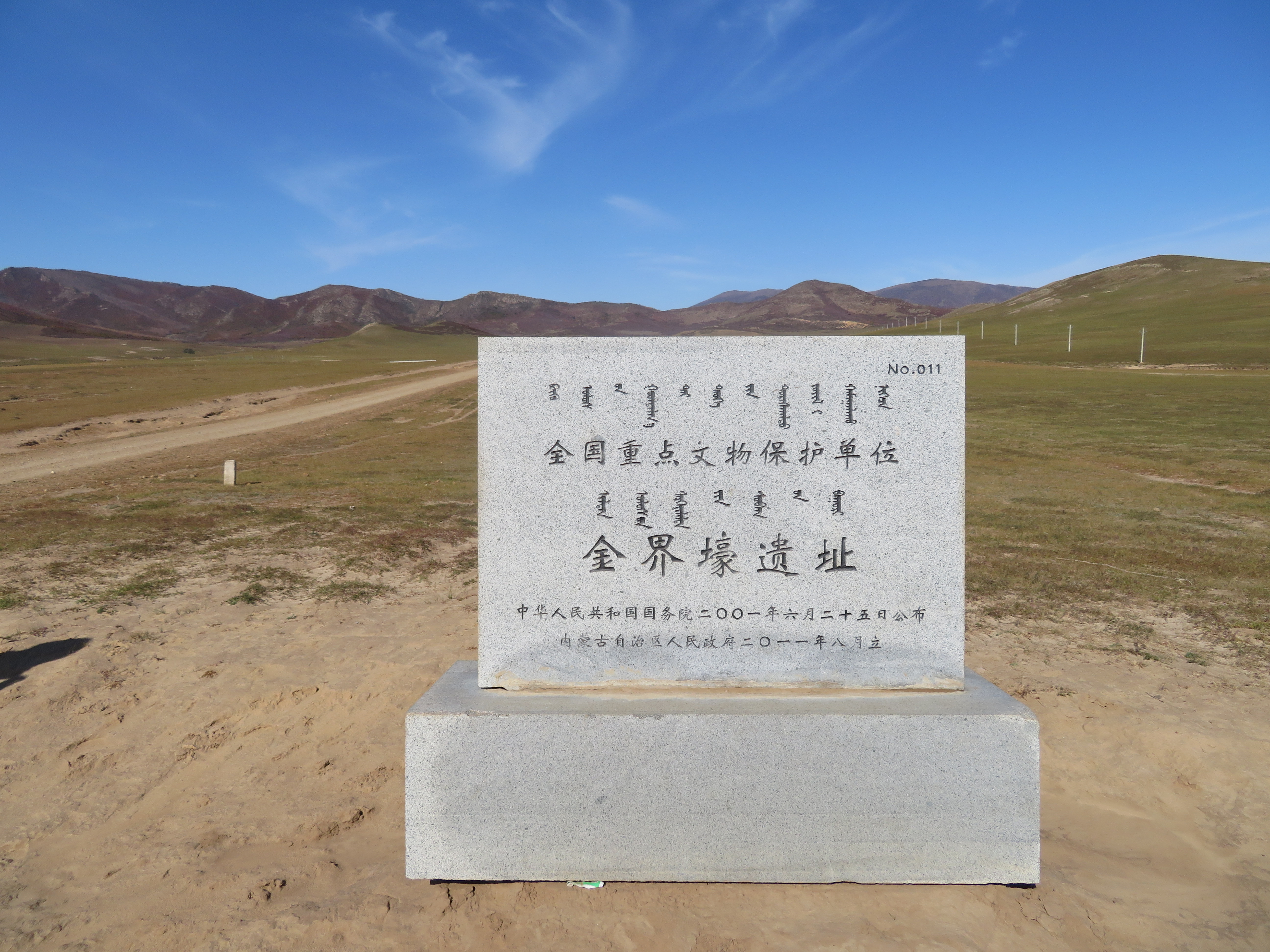
Panneau indiquant l'emplacement du site archéologique, en mongol et chinois han